# Séléniure d'hydrogène
Le séléniure d'hydrogène est un composé chimique inorganique de formule H2Se. À température et pression ordinaires c'est un gaz incolore, nauséabond à l'odeur particulièrement désagréable et irritante (odeur de raifort gâté, voire d'œuf pourri à plus forte concentration) et toxique. Ce gaz est métastable et très inflammable.
Le corps simple sélénium est déjà très toxique à forte dose, mais la limite d'exposition professionnelle sur 8 h du séléniure d'hydrogène est particulièrement basse : seulement 50 ppb,.

## Structure
La molécule H2Se adopte une structure coudée comme celle du sulfure d'hydrogène H2S, avec un angle H-Se-H égal à 91°.

## Préparation et dégradation
Le séléniure d'hydrogène est préparé le plus souvent par action de l'eau H2O sur du séléniure d'aluminium (en) Al2Se3, ce qui produit aussi de l'hydroxyde d'aluminium Al(OH)3, c'est-à-dire de l'alumine hydratée Al2O3 • 3H2O :
Al2Se3 + 6 H2O  {\displaystyle \rightleftharpoons }  2 Al(OH)3 + 3 H2Se.
H2Se peut également être produit en faisant agir de l'eau H2O et du monoxyde de carbone CO sur du sélénium Se en présence de triéthylamine N(C2H5)3. Il peut également être formé par action directe d'hydrogène H2 sur Se.
Il peut être préparé directement, par action à 400 °C d'un flux d'hydrogène sur le sélénium.
Se solide polymorphe + H2 gaz dihydrogène  →  H2Se gaz
Il peut encore être préparé indirectement par décomposition de divers séléniures par l'acide chlorhydrique. 

## Propriétés et usages
- Le séléniure d'hydrogène se décompose facilement à partir de 180 °C.
- En solution aqueuse,  H2Se est un acide plus fort que H2S :
H2Se  {\displaystyle \rightleftharpoons }  H+ + HSe−  {\displaystyle \rightleftharpoons }  2 H+ + Se2− avec K1 = 1,29 × 10−4 et K2 = 10−11[10].
- Le sélénium élémentaire peut être obtenu (récupéré) à partir de H2Se et de dioxyde de soufre SO2 en solution aqueuse (acide sulfureux) :
2 H2Se + SO2  {\displaystyle \rightleftharpoons }  2 H2O + 2 Se + S.
- Le séléniure d'hydrogène est notamment utilisé pour introduire des atomes de sélénium pour le dopage de matériaux semiconducteurs.